# Ctenocolletes rufescens
Ctenocolletes rufescens är en biart som beskrevs av Houston 1983. Ctenocolletes rufescens ingår i släktet Ctenocolletes och familjen Stenotritidae. Inga underarter finns listade i Catalogue of Life.

## Bildgalleri

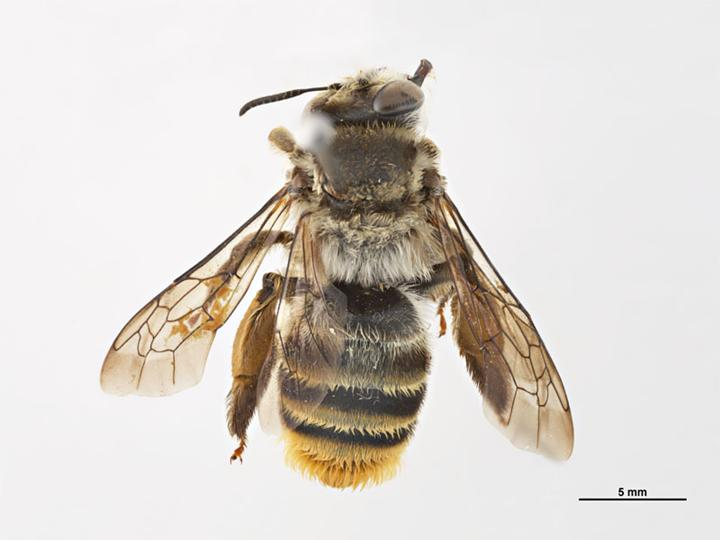
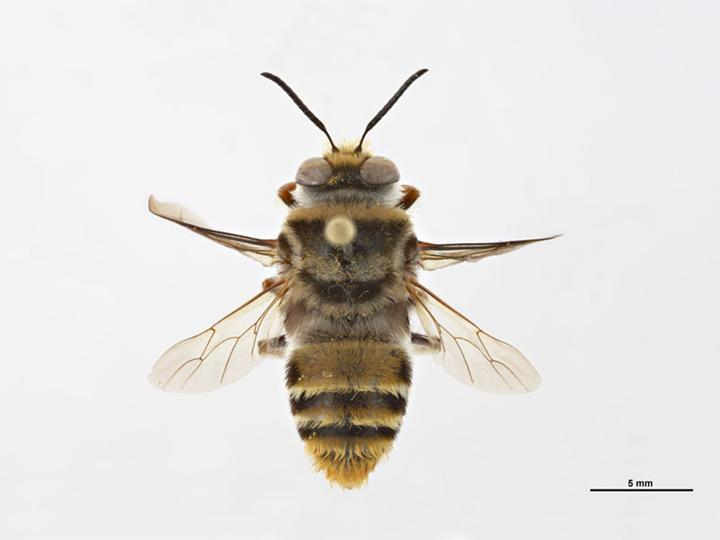